# Темник (ЗМІ)

Фрагмент темника, оприлюднений на сайті Української Правди

Те́мник (від слова «те́ма») — документ, вказівка державної влади для журналістів та ЗМІ, що має на меті змінити редакційну політику цього ЗМІ і таким чином вплинути на точку зору аудиторії ЗМІ щодо тих чи інших суспільних подій. Зазвичай, термін стосується пострадянських країн, в основному, України та Росії.
В вузькому значенні «темник» — щоденна в 2001—2004 роках закрита директива керівництву українських ЗМІ, яка містила детальні інструкції щодо того, яким чином треба висвітлювати в новинах політичні події в Україні. Назва «темник» походить від початкової назви цього документу, терміна «Теми тижня» (рос. «Темы недели»), розробленого на початку 2000-х в Росії тамтешніми політтехнологами. Ці темники мали більше спільного з наказами, ніж із рекомендаціями.
Після Помаранчевої революції поняття використовується в загальному значенні, на позначення вказівок довільної форми медійним особам (журналістам, депутатам, блогерам тощо) з боку уряду будь-якої держави. 
Подібним також є поняття «методичка» в пропаганді, але зазвичай методички містять більш конкретні тези, кліше та наративи, які слід поширювати медійним особам при створенні дописів, агітаційних матеріалів, в ефірах та при спілкуванні з іншими особами.

## Історія українського «темника»

Президент України Леонід Кучма та голова Адміністрації Президента Віктор Медведчук

Закриті директиви, які згодом отримали назву «темник», з'явились восени 2001 року в період підготовки до парламентської виборчої кампанії 2002 р. на декількох українських газетах і телеканалах, близько пов'язаних з партією СДПУ(о). Спочатку вони проявлялися у «збіжності» редакційних завдань різних газет і телеканалів. Важливо зазначити, що темники не є рекомендаціями, вони мали більше спільного із наказами. Коло людей, які отримували темники, обмежувалося вищим керівництвом ЗМІ та їхніми головними редакторами. Безпосередньо до редакторів телевізійних програм та журналістів вказівки ззовні доходили вже в інтерпретаціях керівництва.
Виконання «рекомендацій» забезпечувалося завдяки побоюванням безперервних перевірок з боку державних органів (наприклад, податкової адміністрації) та скасування ліцензії на трансляцію. Співробітникам телевізійних каналів їх невиконання загрожувало пониженням на посаді, скороченням заробітної платні, а то й втратою роботи. «Українська правда» повідомляла, що редакторами також керував страх фізичної розправи, як це раніше сталося з Георгієм Гонгадзе. Тим не менше, журналісти намагались подавати збалансовану картину політичних подій, не побоюючись наслідків. 
Починаючи з літа 2002 р. така практика поширилась на інші українські телеканали. Це сталось невдовзі після призначення В. Медведчука керівником президентської адміністрації та створення в її структурі в середині 2002 р. «Головного управління інформаційної політики». Поширенням практики розсилки темників на всі національні канали справа не обмежилась: редактори і журналісти відзначали посилення тиску і зростання примусу щодо дотримання «рекомендацій», які вони містили.
У цей період керівництво телеканалів все частіше отримувало дзвінки з президентської адміністрації з вимогами щодо виконання вказівок і погрозами наслідків для каналу в цілому та його окремих співробітників. В результаті такого тиску редактори стали не тільки встановлювати політичні рамки, але й уважно відслідковувати зміст програм новин, вже зі свого боку чинячи тиск на журналістів. Журналісти відзначали збіг розширення сфери впливу темників та посилення тиску ззовні з підготовкою опозиції до акцій протесту з першими кроками провідних українських політиків в напрямку президентських виборів 2004 р.
Під час парламентських слухань щодо цензури, які пройшли 4 грудня 2002 р. у Верховній Раді, зразки темників були продемонстровані з парламентської трибуни представником журналістського страйккому і тодішнім головою Київської незалежної медіа-профспілки Андрієм Шевченком.
У січні 2003 року «плани дій» для журналістів стали предметом розгляду слухань в ПАРЄ, де їх було названо формою цензури та піддано жорсткій критиці з боку ПАРЄ та інших європейських інституцій.
3 вересня 2003 р. голова Комітету Верховної ради зі свободи слова та інформації Микола Томенко зачитав уривки такої анонімної директиви з трибуни Верховної Ради.
Під час президентської кампанії 2004 р. витяги з темників публікувалися опозиційним українським сайтом «Українська правда».
Розповсюджені у 2013 році оригінали темників та інтерв'ю з журналістами, проведені Human Rights Watch, свідчать, що темники вимагали висвітлення подій у новинах таким чином, щоб Президент країни Леонід Кучма, Голова Адміністрації Президента Віктор Медведчук та члени політичної партії СДПУ(о) були представлені в сприятливому світлі («тема важная и актуальная»), а негативна чи двозначна інформація зводились до мінімуму чи відсікались. З іншого боку, випуски новин повинні були подавати негативну чи невідповідну інформацію про опозиційних політиків та партії, або взагалі ігнорувати будь-які інформаційні приводи, пов'язані з опозицією («комментарий отсутствует»).
Попри те, що влада заперечувала будь-яку свою приналежність (і документально її не доведено) до темників або навіть сам факт їхнього існування, інструкції, які містили темники, були явно спрямовані на сприятливе висвітлення в новинах Президента Леоніда Кучми та конкретної партії.

### Після Помаранчевої революції
Після Помаранчевої революції і пов'язаної із нею журналістської революції листопаду 2004 року практика «українського темника» була припинена.
У лютому 2006 р. відомий журналіст Вахтанг Кіпіані видав книгу «Влада тьми і темників», де зібрано копії справжніх документів, що засвідчували існування політичної цензури українських медіа.
За президентської каденції Петра Порошенка з'являлись окремі темники для депутатів БПП на висвітлення діяльності президента в більш позитивному ключі, а політичних опонентів в негативному. Ці темники не були прямими аналогами «кучминських», оскільки стосувались в основному політиків та медіа, дотичних до Порошенка.

## Авторство темників

Фрагмент темника, оприлюднений на сайті Української Правди.
Цей фрагмент стосується російського політтехнолога Гліба Павловського

Зі слів редакторів та журналістів, темники приходили факсом на звичайному папері, без бланку, і не мали ні підписів, ні штампів, за якими можна було б встановити джерело їхнього походження. Анонімний характер темників дозволяв як їхнім авторам, так і особам, відповідальним за державну політику в області ЗМІ, заперечувати їхнє існування.
Тим не менш, в журналістському середовищі авторство технології темників приписують команді російських політтехнологів, що діяли за замовленням Адміністрації Президента та партії СДПУ(о).
Після Помаранчевої революції свою причетність до створення темників визнав російський політтехнолог Марат Гельман.
Також реалізатором практики темників називали керівника Головного управління інформаційної політики Адміністрації Президента Сергія Васильєва.
7 листопада 2002 року він заявив:
|  | Якщо журналістам не вдасться переконати суспільство в тому, що поняття «політична цензура», її наявність чи відсутність суспільно значимі, тоді потрібно просто закрити цю проблему як внутрішньоцехове питання і не обговорювати його доти, поки суспільство не буде переконане в тому, що це так само важливо і вкрай принципово, як гаряча вода в будинку, соціальний захист незаможних, пенсії, зарплати, безпечні умови праці. |

Звинувачення в цензурі в засобах масової інформації українська влада намагалася віднести також на рахунок власників та керівників ЗМІ, а також керівництва іноземних держав. Журналістів та політиків, які відкрито говорили про цензуру і темники, влада звинувачувала в спекулятивному використанні негативної інформації, або ж політичному та фінансовому опортунізмі, стверджуючи, що вони фінансуються Заходом.
Незважаючи на резонансність темників в журналістському середовищі, правоохоронні органи України, що досліджували цю тему після Помаранчевої революції, не знайшли свідчень, які прямо пов'язують Леоніда Кучму чи Віктора Медведчука із розповсюдженням чи виробництвом темників.

## Формат і зміст темників

### Формат
Як правило, темник являв собою документ російською мовою, рідше — українською мовою, на 2-10 сторінках, які містили детальні вказівки щодо політичних подій за тиждень. У деяких випадках розсилалися окремі директиви з конкретних подій.
Кожен документ містив чіткі та детальні вказівки щодо того, які політичні теми треба висвітлювати, яким чином їх коментувати і в якому порядку подавати матеріали в новинах.
Директиви викладалися в прямій та офіційній манері. Зазвичай, темник мав декілька підзаголовків: Тема тижня, Основні теми тижня, Відкриті теми (рос. Пролонгированные темы), Резонансні теми (Полеміка), Додаткові теми та Перспективні теми. В додаткових темах містилася інформація з питань, які необхідно було висвітлювати або ігнорувати в певні дні. Виклад кожної теми закінчувався розділом «інтерпретація», «коментар» або «дсв» (для службового використання). Саме ці розділи містили уточнювальні вказівки, часто з акцентування або приглушення певних аспектів, спрямованих на формування сприятливого іміджу президента та/або СДПУ(О). Іноді наголошувалося на тому, що має надійти додаткова інформація або роз'яснення щодо даного питання.
У темниках 2001 р. іноді зустрічались посилання на осіб, відповідальних за надсилання такої додаткової інформації. Остання могла передаватись як в нових темниках, так і телефоном.
Іноді темники містили вказівки для окремих видів ЗМІ (телебачення чи преси), або для конкретних видань та телеканалів. Іноді — супроводжувалися додатковими матеріалами або прес-релізами.
Нижче наведено розшифрування основних понять темників, що подає Українська правда:
| Коментар                                                                                             | Пояснення                                                                                          | Пояснення |
| --- | -------------------------------------------------------------------------------------------------- | --------- |
| Тема важлива і актуальна.                                                                            | В перекладі означає, що цю новину треба опублікувати.                                              |           |
| Подія важлива і актуальна. Аналітики вважають, що ЗМІ акцентують увагу на інформації, виділеній п/ж. | В перекладі означає, що треба закцентуватися або процитувати текст, виділений напівжирним шрифтом. |           |
| Буде надано додатково.                                                                               | Аналітики думають над подачею теми, оскільки не знають, чим закінчиться розвиток події.            |           |
| Відсутній.                                                                                           | Цю новину давати заборонено.                                                                       |           |
| Відсутній до всієї інформації з даної теми.                                                          | Категоричніший ступінь заборони новини.                                                            |           |
| Відсутній абсолютно до всієї інформації з даної теми.                                                | Найвищий ступінь заборони подачі новин.                                                            |           |

### Зміст
Темники приписували створювати сприятливий образ Президента та уникати висвітлення подій, які можуть поставити під загрозу його репутацію. Якщо двозначний сюжет все ж таки допускався до висвітлення, він повинен був подаватись таким чином, щоб не кинути тінь на Л. Кучму.
Значне місце в темниках приділялося діяльності СДПУ(о).
Багато вказівок в темниках стосувалося вільного прояву волевиявлення: у відношенні до подій, пов'язаних з опозицією, часто висловлювалося «прохання ігнорувати», або ж подавати інформацію в викривленому світлі, з акцентом на скандальність, конфлікти та корупцію.

## Окремі приклади темників
Нижче наведено деякі приклади темників (зокрема, мовою оригіналу), які найнаочніше демонструють їхню суть та які в різний час (2001—2004 роки) були опубліковані журналістами, зокрема Вахтангом Кіпіані, членами Human Rights Watch та кореспондентами Української Правди.
|  | З'їзд НРУ(є). Інтерпретація: не іронізуємо з даного питання. Не називаємо це "проектом". Вони незадоволені, як обернулася ситуація з іншими Рухами, у них є свої резони, вони шукають вихід, хочуть зберегти Рух. Брати інтерв'ю, показувати. Не акцентувати на сплячих делегатах і т.п. Толерантне освітлення. Рекомендований заголовок в газетах – "Рух – є!" Підвищувати ставки НРУ(є), даючи прогнозні оцінки великої кількості відсотків, які вони наберуть на виборах. Підкреслювати велику кількість регіональних організацій, що входять в структуру НРУ(є). Оригінальний текст (рос.) [Съезд НРУ(е). Интерпретация: не иронизируем по данному вопросу. Не называем это "проектом". Они недовольны, как повернулась ситуация с другими Рухами, у них есть свои резоны, они ищут выход, хотят сохранить Рух. Брать интервью, показывать. Не акцентировать на спящих делегатах и т.п. Толерантное освещение. Рекомендуемый заголовок в газетах – "Рух – є!" Повышать ставки НРУ(е), давая прогнозные оценки большого количества процентов, которые они наберут на выборах. Подчеркивать большое количество региональных организаций, входящих в структуру НРУ(е).] Помилка: [undefined] Помилка: {{Lang}}: немає тексту (допомога): текст вже має курсивний шрифт (допомога) |

|  | ОУН в Україні на цьому тижні завершує підготовку акції проти "олігархічного блоку Ю.Тимошенко". Інтерпретація: освітлювати. Прив'язувати Тимошенко до підвищення тарифів. Оригінальний текст (рос.) [ОУН в Украине на этой неделе завершает подготовку акции против "олигархического блока Ю.Тимошенко". Интерпретация: освещать. Привязывать Тимошенко к повышению тарифов.] Помилка: [undefined] Помилка: {{Lang}}: немає тексту (допомога): текст вже має курсивний шрифт (допомога) |

|  | Створення блоку Хорошковського "НЛО". Інтерпретація: Прохання ігнорувати заходи блоку. Оригінальний текст (рос.) [Создание блока Хорошковского "НЛО". Интерпретация: Просьба игнорировать мероприятия блока.] Помилка: [undefined] Помилка: {{Lang}}: немає тексту (допомога): текст вже має курсивний шрифт (допомога) |

|  | В Україні пройде з'їзд Української партії зелених (ПЗУ). Інтерпретація: уточнити, яка саме партія проводить з'їзд. Якщо Рабиновича – ІГНОРУВАТИ, якщо Кононова – в інформаційному режимі. Оригінальний текст (рос.) [В Украине пройдет съезд Украинской партии зеленых (ПЗУ). Интерпретация: уточнить, какая именно партия проводит съезд. Если Рабиновича – ИГНОРИРОВАТЬ, если Кононова – в информационном режиме.] Помилка: [undefined] Помилка: {{Lang}}: немає тексту (допомога): текст вже має курсивний шрифт (допомога) |

|  | Печерський місцевий суд Києва розгляне позов Ю. Тимошенко щодо оскарження формулювання її звільнення з посади віце-прем'єра. Інтерпретація: Прохання ігнорувати. Оригінальний текст (рос.) [Печерский местный суд Киева рассмотрит иск Ю. Тимошенко об обжаловании формулировки ее увольнения с поста вице-премьера. Интерпретация: Просьба игнорировать.] Помилка: [undefined] Помилка: {{Lang}}: немає тексту (допомога): текст вже має курсивний шрифт (допомога) |

|  | На інтернет-конференції Президент зробив низку важливих заяв. Їхні основні тези: - Л.Кучма залишить президентську посаду в 2004 р.; - Л.Кучма переконаний, що Україні, а також всьому світу, диктатура не потрібна; - Л.Кучма вважає, що влада готова до діалогу з громадськістю, але до цього не готове суспільство. "Відвертість влади - це дорога з двобічним рухом". Оригінальний текст (рос.) [На интернет-конференции Президент сделал ряд важных заявлений. Их основные тезисы: - Л.Кучма оставит президентский пост в 2004 г; - Л.Кучма убежден, что Украине, а также всему миру, диктатура не нужна; - Л.Кучма считает, что власть готова к диалогу с общественностью, но к этому не готово общество. "Открытость власти - это дорога с двусторонним движением".] Помилка: [undefined] Помилка: {{Lang}}: немає тексту (допомога): текст вже має курсивний шрифт (допомога) |

|  | У Сан-Франциско в каліфорнійському суді відбудеться слухання у справі відносно екс-прем'єра України П.Лазаренко, якому інкримінується, зокрема, участь у 53-х епізодах з відмивання 1014 млн. "брудних" грошей і нелегального їхнього переміщення за рубіж. Інтерпретація: пов'язувати з Тимошенко, Морозом. "Господар" і його "сім'я". Вкинути намальовану схему взаємовідносин ("генеалогічне дерево") через інтернет, потім тиражувати її в оффлайнових ЗМІ. (відповідальний - […]). Підготувати серію карикатур "сімейний підряд з відмивання брудних грошей". Оригінальний текст (рос.) [В Сан-Франциско в калифорнийском суде пройдет слушание по делу в отношении экс-премьера Украины П.Лазаренко, которому инкриминируется, в частности, участие в 53-х эпизодах по отмыванию 1014 млн. "грязных" денег и нелегальному перемещению их за рубеж. Интерпретация: связывать с Тимошенко, Морозом. "Хозяин" и его "семья". Вбросить нарисованную схему взаимоотношений ("генеалогическое древо") через интернет, потом тиражировать ее в оффлайновых СМИ. (ответственный - […]). Подготовить серию карикатур "семейный подряд по отмыванию грязных денег".] Помилка: [undefined] Помилка: {{Lang}}: немає тексту (допомога): текст вже має курсивний шрифт (допомога) |

|  | Делегація ООН здійснить візит у Донецьку область, де обговорить виконання програм, підтримуваних агенціями ООН. Інтерпретація: Ситуація в Донецьку настільки погана, що нею вже зацікавилися в ООН. У Донецьку СНІД, туберкульоз і мер Рибак. Оригінальний текст (рос.) [Делегация ООН совершит визит в Донецкую область, где обсудит выполнение программ, поддерживаемых агентствами ООН. Интерпретация: Ситуация в Донецке настолько плоха, что ей уже заинтересовались в ООН. В Донецке СПИД, туберкулез и мэр Рыбак.] Помилка: [undefined] Помилка: {{Lang}}: немає тексту (допомога): текст вже має курсивний шрифт (допомога) |

|  | Увага 13.08.2004, 14.40 1. 13 серпня потерпілий Л.І.Аверін, якого побили супроводжуючі В.Ющенка особи, відповів на запитання правоохоронців, що зафіксовано на відео. При підготовці сюжетів буде обов’язково наведено такі частини відео: 1. Потерпілий розповідає, як його за ноги витягали з кабіни та брутально били. 2. Слова потерпілого від "я стою, кров’ю плюю, тут чую: ти чого на депутатів поліз" до "та з цими панами зав’яжешся,... а у мене сім’я...". 3. Крупний план потерпілого зі слідами побоїв. |

|  | 31.08.04 г. ...4. Триває інформаційний резонанс навколо т.зв. "справи Гонгадзе". Коментар: Відсутній до всієї інформації з даної теми включно із заявами агентства "Кролл" та Генпрокуратури України. |

|  | Увага 02.10.2004, 17.00 - 1. Представники Міністерства охорони здоров’я прокоментували характер ушкоджень, завданих прем’єр-міністру України В.Януковичу в Івано-Франківську. Коментар. Подія важлива і актуальна. Відео роздається централізовано. |

## В Росії
Темники в Росії відомі з середини 1990-х, коли адміністрацію президента Бориса Єльцина очолив Анатолій Чубайс. Тоді Кремль почав проводити щотижневі наради для керівництв ЗМІ щодо того, під якими кутами потрібно висвітлювати події. Власне, саме слово «темник» походить від рос. «Темы недели».
Російська пропаганда також активно використовує різноманітні методички, що містять рашистські наративи та кліше або спостворюють реальність за допомогою своєрідного новоговору. Зокрема, це стосується військових поразок ЗС РФ, під час яких проросійські ЗМІ та блоги починають масово поширювати одноманітні тези про «стратегічний замисел» або відволікають увагу на інші проблеми.
В середині 2021 року співробітники воронезького Центру управління регіоном помилково створили відкритий телеґрам-канал «Федеральный контент», в якому публікували правила з піару президента Володимира Путіна. Канал проіснував вісім місяців. В каналі містились вказівки щодо «найбільш позитивних для авдиторії» тез Путіна (про економічне зростання, соціальні виплати тощо).
В лютому 2022 року було оприлюднено документ під назвою «Республіканський темник» із тезами про події на Донбасі для російської пропаганди.
3 червня 2022 року, з нагоди 100 днів з початку Російського вторгнення в Україну, Кремль випустив темник для російських ЗМІ з вимогою не акцентувати увагу на тривалості т. зв. «спеціальної операції».

## Подальше читання
- Вахтанг Кіпіані (упорядник). Влада Тьми і Темників: Хрестоматія з політичної цензури в Україні. 2001—2004. Львів-Київ-Харків: Видавнича спілка «Просвіта». 2005. 308 стор. ISBN 966-537-140-1 (pdf версія)
- «Україна. Боротьба навколо новин: Неофіційна державна цензура на українському телебаченні». Нью-Йорк: Human Rights Watch. Вип. 15, № 2 (D) Січень-березень 2003. 49 стор.(pdf версія англійською)

- Зміст
- II. Робоче резюме
- II. Політичне тло
- III. Масово-інформаційне тло
- IV. Неофіційне державне цензурування за допомогою темників
- V. Вплив темників на свободу висловлювання
- VI. Рекомендації
- Додатки: зразки темників

примітка: html версія українського видання використовує кодування символів Windows-1251